# Colard Mansion

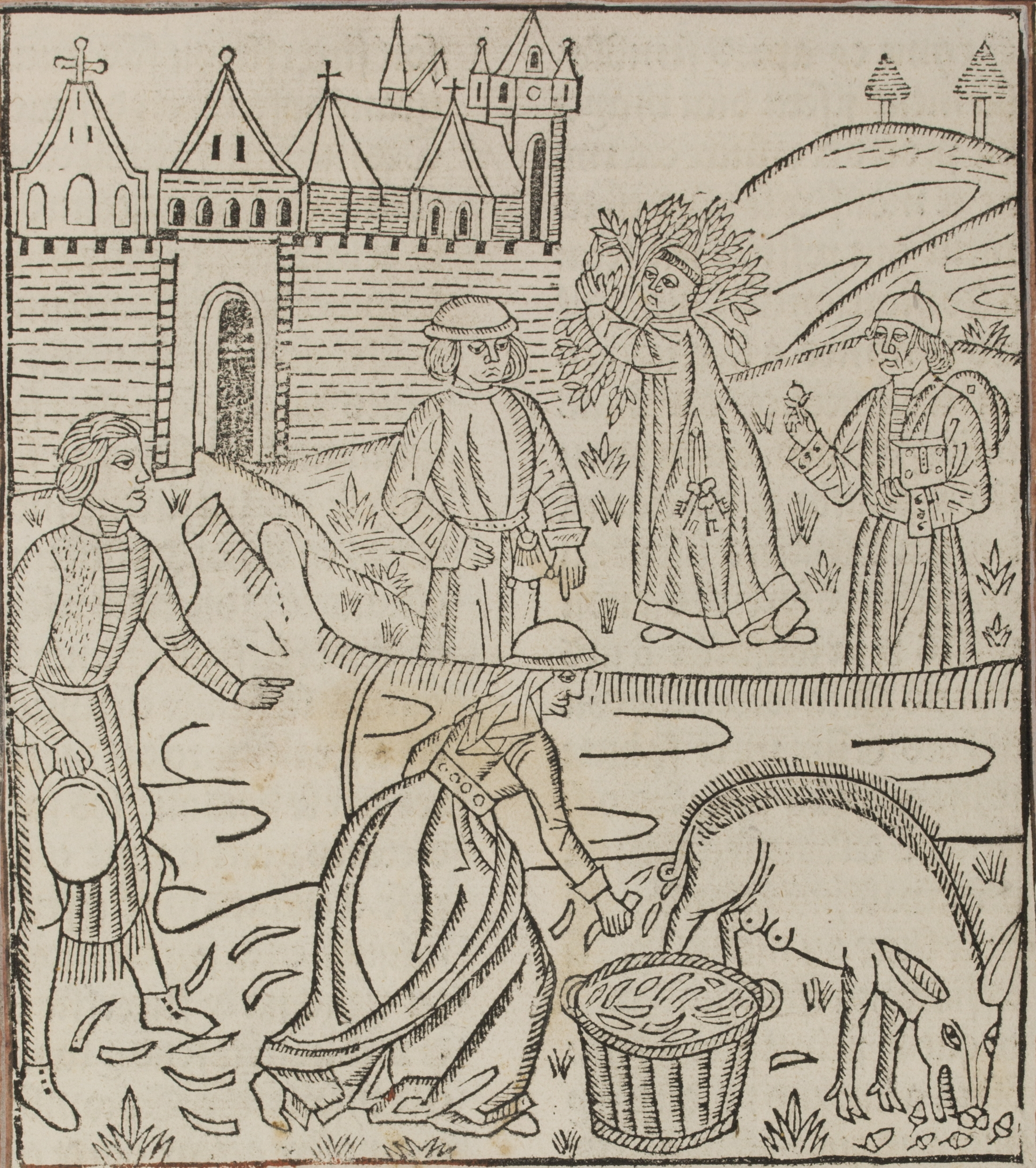
De legende van de gevelde eik. Houtsnede uit de Metamorphoses, gedrukt door Colard Mansion in 1484, waarop rechts zijn portret is weergegeven (de man met de galnoot)

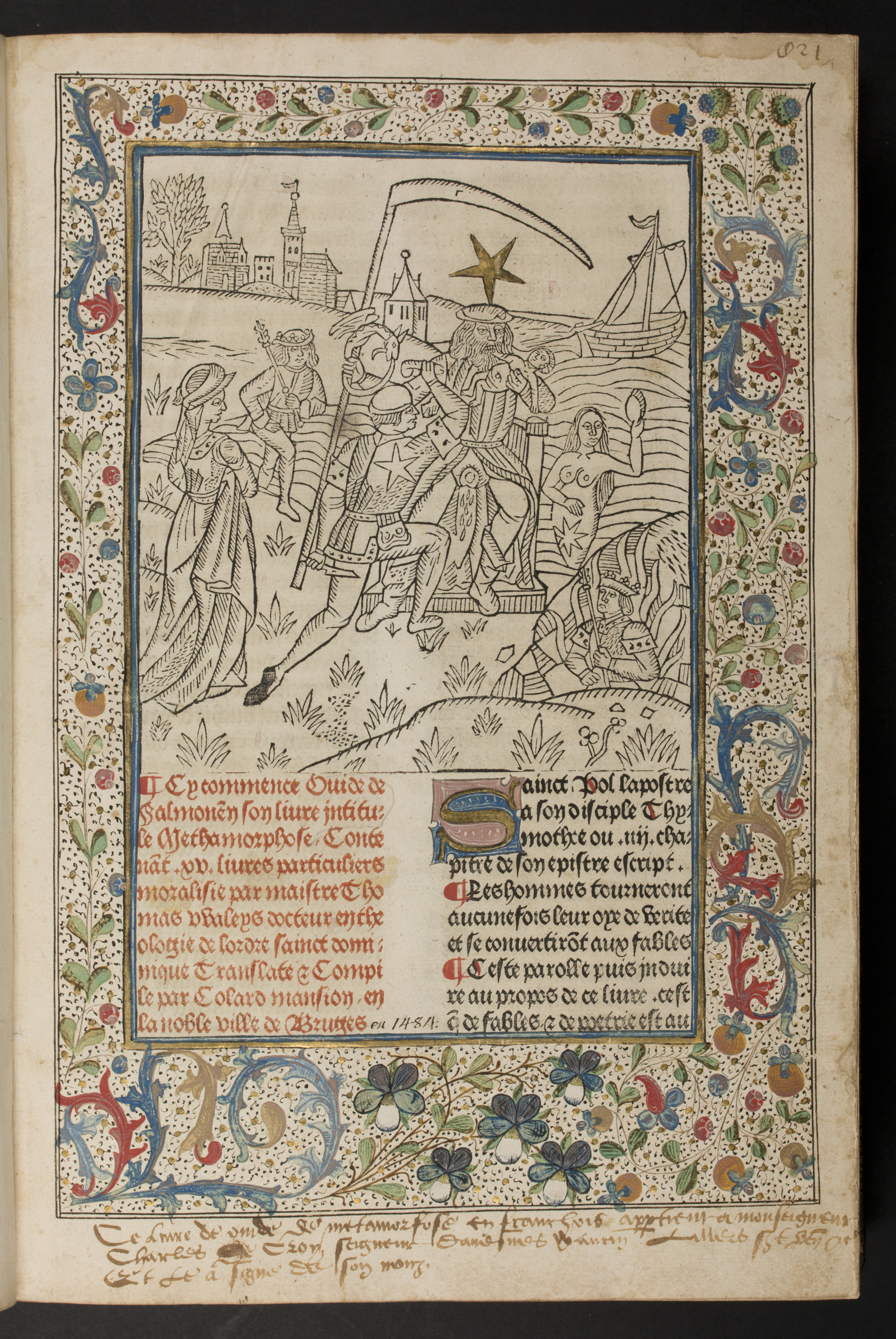
Fragment uit Metamorphose, gedrukt door Colard Mansion in 1484. Bewaard in Openbare Bibliotheek Brugge.

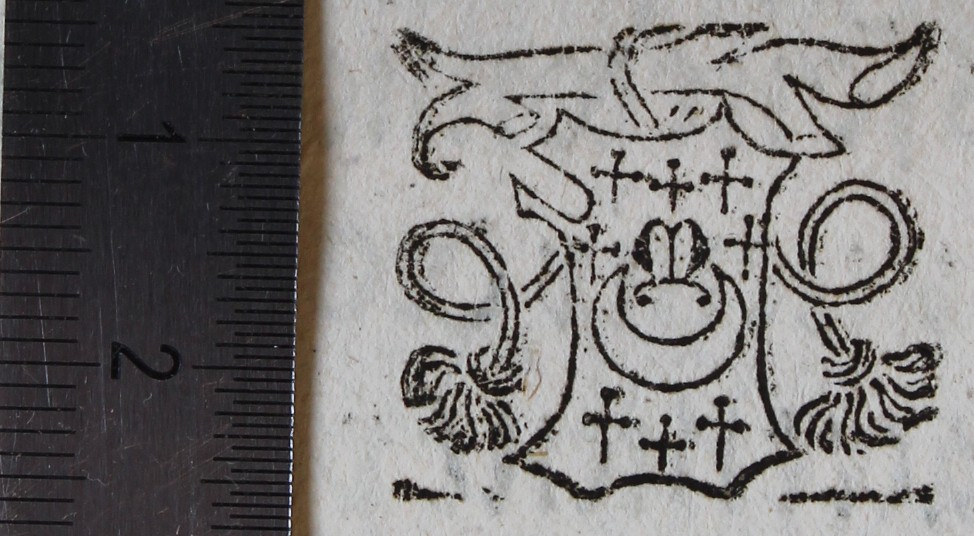
Het drukkersmerk van Colard Mansion, zoals het gebruikt werd in Ovidius' Methamorphose (1484). Gevonden in OB-Brugge Inc. 3877 (f. [2c6] verso), Openbare bibliotheek Brugge.

Colard Mansion, ook Colart of Collaert (ca. 1430 - ?, na mei 1484), waarschijnlijk in Frankrijk geboren, was in de 15de eeuw in Brugge drukker en uitgever van hoofdzakelijk Franse teksten. Hij werkte samen met de Engels-Brugse drukker William Caxton.

## Levensloop
Mansion had vanaf 1454 een boekhandel in Brugge. Hij was daarnaast vertaler, bewerker, kopiist en later ook drukker.  Hij werd bekend als de eerste drukker van een boek met een kopergravure en als de drukker van het eerste boek in het Frans en van het eerste boek in het Engels. 
In de tweede helft van de 15de eeuw kende het handgeschreven boek in Brugge nog heel wat belangstelling. Mansion verwierf veel opdrachten voor handschriften en Bourgondische luxemanuscripten. Bijzondere klanten deden een beroep op hem voor het schrijven of het vertalen van teksten, o.a. Filips de Goede, Filips van Crevecoeur, Filips van Hoorne en Lodewijk van Gruuthuse. Ook Jan Crabbe, abt van de Duinenabdij, bestelde een luxemanuscript bij Mansion, die veel belangstelling toonde voor het humanisme en contacten met Italiaanse scriptoria in Brugge onderhield. 
Mansion behoorde tot de eersten in de Nederlanden om de uitvinding van Gutenberg na te volgen. Van de 25 uitgaven die hij in de jaren 1476-1484 drukte, zijn er twee in het Latijn en twee in het Engels, de overige zijn in het Frans. Het zijn meestal de eerste Franstalige uitgaven van teksten die al een Latijnse editie hadden. Vanaf 1470 werden in Parijs voor de Sorbonne Latijnse boeken gedrukt, maar nog voordat Parijs de hele productie in Frankrijk kon veroveren, speelden de steden Genève en Brugge ook al een belangrijke rol in de vervaardiging van Franstalige boeken. 
?
Van Mansions drukken zijn vier Bourgondische werken gekend, gedrukt op voor de Nederlanden ongewoon grote vellen papier (38 op 54 cm voor twee bladen, terwijl normaal in de Nederlanden vellen van ca. 31 op 45 cm gebruikt werden). Mansion wilde met zijn gedrukte werken de pracht en praal van de Bourgondische handschriften evenaren. 
Hij deed voor de verschillende productiefases van zijn boeken vermoedelijk een beroep op vaste medewerkers, bv. voor de boekverluchting i.s.m. met het atelier van de Meester van het Getijdenboek van Dresden, die in Brugge werkzaam was van 1470 tot 1484. De Metamorfosen (Ovidius) uit 1484 was zijn laatst bekende drukwerk.
In 1484 vertrok Mansion uit Brugge. Hij had tot dan een winkelruimte gehuurd in het beluik van de Sint-Donaaskerk, maar verliet die plots. In de akten van het kapittel van de kerk werd genoteerd Colard Mansion is gevlucht. Mogelijk was het omdat hij in geldnood verkeerde of hij verwikkeld werd in de spanningen die heersten tussen Brugge en aartshertog Maximiliaan. Wellicht week hij uit naar Doornik of naar Amiens, hoewel hierover geen zekerheid is. Waar en wanneer hij overleed is onbekend gebleven.  

## Bekende werken

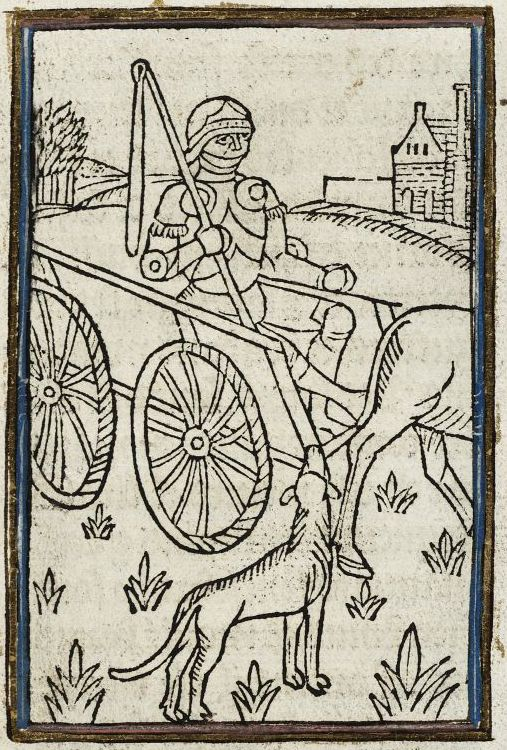
Houtsnede uit Ovide Moralisé: voorstelling van Mars

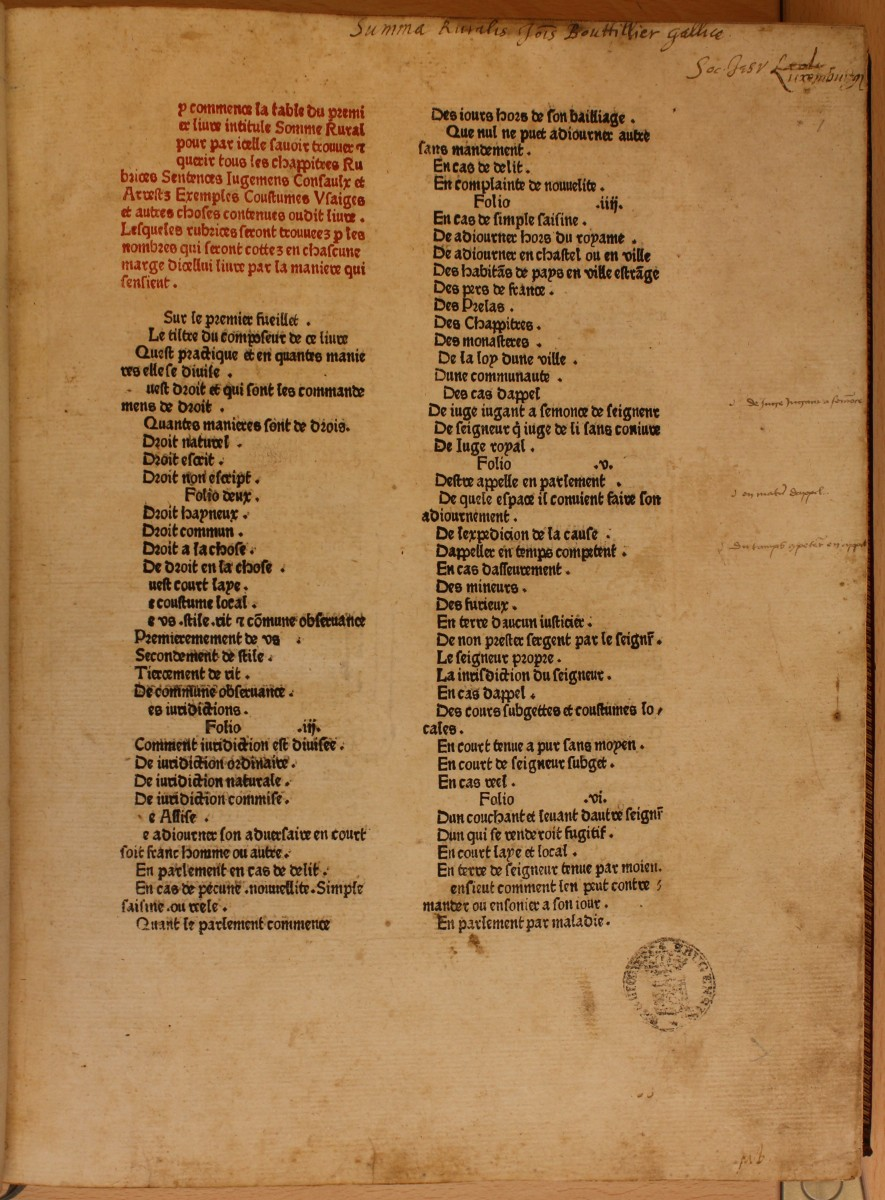
Fragment uit La Somme Rural, gedrukt door Mansion in 1479, in Brugge. Bewaard door de Openbare Bibliotheek Brugge.

- Fragment uit La Somme Rural, gedrukt door Mansion in 1479, in Brugge. Bewaard door de Openbare Bibliotheek Brugge.1467: Romuleon (handschrift) door Benvenuto da Imola, vertaald door Jean Miélot, opgedragen aan Filips de Goede
- 1472 of later: Penitence d'Adam, handschrift, opgedragen aan Lodewijk van Gruuthuse
- 1474-1475: Recuyell of the Historyes of Troye, samen met William Caxton
- 1475: The Game and Playe of Chesse, samen met Caxton (die vertaalde uit het Frans), op basis van een werk door Jacobus de Cessolis
- 1476: Le Jardin de dévotion door Petrus de Alliaco, Mansions eerste boek als eigen uitgever
- 1476: De cas de nobles hommes et femmes (De casibus virorum illustrium) door Giovanni Boccaccio,[2] vertaald uit het latijn door Laurent de Premierfait, was het eerste met gravures geïllustreerde boek,[3][4]
- 1476: Controversie de Noblesse (Débat de trois chevaleureux princes), door Buonaccursius de Pistoja (Montemagno), uit het Latijn vertaalde door Miélot
- 1476-1477: anonieme Franse tekst
- 1477: La consolation de la philosophie van Boëthius, uit het latijn vertaald, met commentaar van Renier van Sint-Truiden
- 1477: Estrif de Fortune et de Vertu (anoniem)
- 1477: Traité de l’espere, Franse vertaling van Tractatus de Origine, Natura, Jure et Mutationibus Monetarum door Nicole Oresme in 26 hoofdstukken
- 1479: Le quadriloque invectif door Alain Chartier
- 1479: La somme rurale door Jean Boutillier
- 1479: Opera : De caelesti hyerarchia. De ecclesiastica hyerarchia. De divinis nominibus. De mystica theologia. Epistolae, vertaald uit het Grieks door Ambrosius Traversarius
- 1480: Art de bien mourir (anoniem), vertaald uit het Latijn
- tussen 1477 en 1484: La doctrine de bien vivre en ce monde, Johannes Gerson, vertaald uit het Latijn
- voor juni 1481 (Engels): Valere Maxime (het leven van de heilige Sint-Hubertus), opgedragen aan Philips van Hoorne
- 1482: Dyalogue des creatures, vertaald door Mansion uit het Latijnse Dialogus creaturarum
- 1484: Ovide moralisé, Franse prozabewerking, eerste uitgave van de Metamorphosen van Ovidius geïllustreerd met houtsneden, uitgave mei 1484[5]

Dit is zijn laatste bekende werk en werd als Bible des poëtes viermaal herdrukt in Parijs tussen 1493 and 1531.
Onbekend tijdstip van uitgave
- Distichon van Cato
- Les Evangiles des quenouilles (anoniem, circa 1480)
- La doctrine de bien vivre en ce monde (of Donat espirituel) door Jean Gerson
- La Danse des aveugles door Pierre Michault, secretaris van Karel de Stoute
- Invectives contre la secte de Vauderie
- Adevineaux amoureux

Incunabels van Mansion zijn verspreid over collecties in West-Europa, de grootste verzamelingen bevinden zich in Parijs en in de Openbare Bibliotheek van Brugge, waar 16 exemplaren van 10 verschillende werken bewaard worden.

## Eerbetoon
- In Brugge bestaat sinds 1936 een Collaert Mansionstraat.
- Sommige van zijn publicaties zijn digitaal ter beschikking gesteld door de Erfgoedbibliotheek Brugge.
- Van 1 maart tot 3 juni 2018 werd in het Brugse Groeningemuseum een internationale tentoonstelling gewijd aan Mansion, onder de titel Haute Lecture.
- De letterontwerper Jo De Baerdemaeker ontwikkelde in 2017 een nieuw (digitaal) lettertype, de 'Colard Mansion'.

## Haute Lecture by Colard Mansion
In de tentoonstelling Haute Lecture by Colard Mansion: vernieuwing van tekst en beeld in middeleeuws Brugge zijn voor het eerst in de geschiedenis alle edities van Mansion samengebracht. Dit is mogelijk geworden door de nauwe samenwerking tussen de Openbare Bibliotheek Brugge en Musea Brugge. Ook de medewerking van de Bibliothèque Nationale de France in Parijs is van onschatbare waarde geweest. Deze bibliotheek bezit wereldwijd de meest uitgebreide collectie Mansion-incunabelen en participeert met deze verzameling wiegendrukken volop in de tentoonstelling. Haute Lecture is een open luik naar de bruisende internationale boekenwereld in het laatmiddeleeuwse Brugge. De expo brengt evenzeer het verhaal van het vallen en opstaan van de beginnende Brugse boekdrukkunst. Boekdrukkers en kunstenaars werkten samen, inspireerden elkaar, behaalden grote successen, maar gingen soms ook de mist in. In deze tijd van innovatie was Colard Mansion op zoek naar schaalvergroting. Met één been stond Mansion in de manuscriptentraditie, met het andere engageerde hij zich in de ontwikkeling van het gedrukte boek. De tentoonstelling werd gehouden van 1 maart tot en met 3 juni 2018 in het Groeningemuseum in Brugge.